# اد او عشا (سيدي أحمد أومبارك)
اد او عشا هي إحدى مشيخات المملكة المغربية، تتبع جغرافيا لإقليم الصويرة وإداريًا لسيدي أحمد أومبارك. يقدر عدد سكانها بـ 1733 نسمة حسب الإحصاء الرسمي للسكان والسكنى لسنة 2004.